# Autumn Sky
Autumn Sky é o oitavo álbum de estúdio da banda de folk rock Blackmore's Night , lançado no dia 3 de setembro de 2010. O álbum foi inspirado na primeira filha do casal, Autumn Esmerelda.

Tracklist

1. Highland

2. Vagabond (Make a Princess of Me)

3. Journeyman (Vandraen)

4. Believe in Me

5. Sake of the Song

6. Song and Dance

7. Celluloid Heroes

8. Keeper of the Flame

9. Night at Eggersberg

10. Strawberry Girl

11. Al the Fun of the Fayre

12. Darkness

13. Dance of the Darkness

14. Health of the Company

15. Barbara Allen